# Трэнелли, Дебора
Де́бора Мари́ Трэ́нелли (англ. Deborah Marie Tranelli; 6 июля 1955) — американская актриса и певица. Наиболее известна по роли Филлис Уопнер из телесериала «Даллас», в котором она сыграла в 138-ми эпизодах в период 1981—1991 годов.

## Биография
Дебора Мари Трэнелли родилась 4 ноября 1959 года.
Актёрская карьера Деборы длилась 14 лет с 1981 по 1995 год. Трэнелли дебютировала в кино в эпизоде «Might as Well Be Dead» телесериала «Ниро Вульф» (1981), а её последней, 10-й ролью в кино, стала роль Кристин Кеннеди в эпизоде «Seed» телесериала «Закон и порядок» (1995).
После окончания кинокарьеры в 1995 году активно занялась певческой карьерой.